# Пильц, Джессика
Джессика Пильц (нем. Jessica Pilz; род. 22 ноября 1996, Хаг, Амштеттен) — австрийская спортсменка, выступающая в соревнованиях по скалолазанию. Она — чемпионка мира, десятикратная чемпионка Австрии, чемпионка Европы, двукратная чемпионка Всемирных военных игр. 2018 году она выиграла Кубок мира по лазанию на трудность, выиграла бронзу в многоборье и была второй в общем зачёте Кубка мира.

## Биография
Джессика Пильц родом из Хага в Нижней Австрии. Она училась в коммерческой академии в Амштеттене, которую окончила. В восьмилетнем возрасте она начала заниматься скалолазанием.
В 2011 году она выступила на молодёжном и юниорском чемпионате мира в Имсте, став чемпионкой мира среди молодёжи в лазании на трудность, в дальнейшем защитив титул в 2012 и 2013 годах. 2014 году она попала на юниорский чемпионат Европы в боулдеринге. В 2015 году она выиграла чемпионат Европы в многоборье, а также бронзу на чемпионате Европы в трудности в Шамони. Также заняла третье место в Кубке мира по абсолютному лазанию на трудность. Также в 2015 году она впервые стала чемпионкой Австрии в лазании на трудность и боулдеринге. В 2012 году она была названа лучшей молодой спортсменкой года в Нижней Австрии. 2019 году спортивными журналистами Нижней Австрии она была признана спортсменкой года.
Она является членом австрийского альпийского клуба Хаг, обучалась у Инго Фильцвизера, а с 2016 года тренируется у Рейнхольда Шерера и Килиана Фишхубера в федеральном центре выступлений в Инсбруке. На Всемирных военных играх 2017 года она выиграла три медали, золото в трудности и боулдеринге, а также серебро в лазании на скорость. На Всемирных играх 2017 года она заняла пятое место в лазании на трудность.
На чемпионате мира 2018 года в Инсбруке Пильц достигла вершины в лазании на трудность, опередив на 11 секунд словенку Янью Гарнбрет. Обе девушки достигли вершины трассы. На выборах австрийской спортсменкой года 2018 Пильц была одной из пяти финалисток, на выборах спортсменки года из Нижней Австрии 2018 года она заняла третье место.
На чемпионате мира по скалолазанию в Хатиодзи в 2019 году она заняла шестое место в лазании на трудность и десятое место в многоборье, что позволило ей получить прямую путёвку на летние Олимпийские игры 2020 года в Токио, где скалолазание дебютирует в программе. В олимпийской квалификации заняла одиннадцатое место в лазании на скорость (8,51 с), стала девятой в боулдеринге, покорив одну вершину и достигнув 3 зоны, и стала второй в лазании на трудность. В финал прошла с шестого места, где стала шестой в лазании на скорость, пятой в боулдеринге и третьей в лазании на трудность. Этот результат позволил стать ей лишь седьмой в финале с произведением мест 90.
Она занимается спортом в Австрийской спортивной ассоциации армии и изучает спортивные науки в Университете Инсбрука.